# Мартин, Кике
Энрике Мартин Санчес (Мартин Кике) (исп. Enrique Martín Sánchez (Quique Martín); род. 29 декабря 1972, Авилес, Астурия) — испанский футболист, выступавший на позиции нападающего.
За свою 20-летнюю профессиональную карьеру он представлял шесть команд (в основном «Саламанка», три разных периода). За четыре сезона в составе «Мериды», «Эспаньола» и «Вильярреала» он провел в общей сложности 104 матча и забил восемь голов.

## Биография
Выпускник юношеского клуба «Барселона» — выступал только за резервный состав.
За свою профессиональную карьеру он представлял пять клубов «Мерида», «Эспаньол», «Саламанка», «Вильярреал» и «Террасса» как в Ла Лиге, так и в дивизионе Сегунда. Его дебют в испанском высшем дивизионе состоялся в сезоне 1995/96 годов в составе «Мериды», за которую он сыграл в 37 матчах в низшем дивизионе; в следующей кампании он забил 15 голова карьере, когда команда вернулась в высший дивизион.